# Thorisind
Thorisind, Thoriswind ou Thoriswinth (en latin, Turisindus, en gotique, Þauriswinþ) est un roi gépide du milieu du VIe siècle (Turisindus rex Gepidorum).

## Biographie
En 548, Elemund est renversée par Thorisind. Sa vie et ses faits sont peu connus ; il est peut-être le fils de Gonderic et le frère d'Elemund.
Vers la fin des années 540, après une guerre menée contre les Lombards du roi Aldoin, Thorisind soutiendra la cause du prince Hildegis, prétendant à la couronne lombarde et opposé à Aldoin, et l'accueillera dans son royaume.
Vers 552, Thorisind entra pour la troisième fois en conflit avec le roi Aldoin et son fils et successeur désigné, Thorismod, sera tué en combat singulier par Alboïn, fils d'Aldoin, lors d'un affrontement entre les deux armées d'où les Lombards sortirent vainqueurs, appuyés par des renforts byzantins dirigés par Amalafrid.
Paul Diacre raconte que les Lombards retournèrent dans leur patrie après la victoire et dirent à leur roi Aldoin de faire manger avec lui à sa table son fils Alboïn afin qu'ayant partagé les périls de son père dans le combat, il partageât aussi ses festins. Aldoin répondit qu'il ne le pouvait pas, que ce serait violer les usages de la nation : « vous savez dit-il, que ce n'est pas la coutume chez nous que le fils du roi mange avec son père jusqu'à ce qu'il ait été armé par le roi d'une nation étrangère. » Ayant entendu ces paroles, Alboïn prit avec lui quarante lombards et alla trouver le roi gépide, probablement à Sirmium, capitale du royaume des Gépides. Thorisind le reçut avec bonté et l'ayant invité à un banquet, le fit asseoir à sa droite, à la place qu'occupait autrefois son défunt fils. Pendant ce temps, le roi Thorisind pensait à la place qu'occupait jadis Thorismod et à son meurtrier, Alboïn, assis à côté de lui. Il poussait de profonds soupirs, cherchait à se contenir puis la douleur l'emportant et s'écria : « cette place m'est douce mais l'homme qui l'occupe maintenant m'est pénible à voir. » Le second fils du roi, encouragé par le discours de son père, se mit à attaquer les Lombards par des paroles injurieuses. Les Lombards injurièrent à leur tour les Gépides et dégainèrent leurs épées mais Thorisind se leva et calma les choses. À la fin du festin, Thorisind prit les armes de son fils défunt, les donna à Alboïn, puis le renvoya sain et sauf chez son père avec des paroles de paix.
Son second fils Cunimond lui succède.

## Sources primaires
- Procope de Césarée, Les Guerres de Justinien : Les Guerres gothiques, L. VIII, Chap. XXVII.
- Paul Diacre, Histoire des Lombards, L. I, XXIII-XXIV.